# 附城街道
附城街道，是中华人民共和国广东省云浮市罗定市下辖的一个乡镇级行政单位。

## 行政区划
附城街道下辖以下地区：
附城社区、平西村、大旁街村、平湾村、罗溪村、同仁村、丰盛村、星光村、康任村、高峰村、塔脚村、天策村、新乐村、新民村、木护村、冲丽村、四东村、黄沙村、云龙村、太平村、新竹村、沙口村和东冠村。